# Union Township (Union County, New Jersey)
Union Township ist ein Township im Union County des Bundesstaats New Jersey in den USA. Das U.S. Census Bureau ermittelte bei der Volkszählung 2020 eine Einwohnerzahl von 59.728.

## Geographie
Nach dem United States Census Bureau hat die Stadt eine Gesamtfläche von 23,6 km², wobei keine Wasserflächen miteinberechnet sind.

## Demographie
Nach der Volkszählung von 2000 gibt es 54.405 Personen, 19.534 Haushalte und 14.162 Familien in der Stadt. Die Bevölkerungsdichte beträgt 2.303,3 Einwohner pro km². 67,66 % der Bevölkerung sind Weiße, 19,76 % Afroamerikaner, 0,15 % amerikanische Ureinwohner, 7,72 % Asiaten, 0,02 % pazifische Insulaner, 2,44 % anderer Herkunft und 2,24 % Mischlinge. 8,93 % sind Latinos unterschiedlicher Abstammung.
Von den 19.534 Haushalten haben 32,0 % Kinder unter 18 Jahre. 55,5 % davon sind verheiratete, zusammenlebende Paare, 13,1 % sind alleinerziehende Mütter, 27,5 % sind keine Familien, 23,8 % bestehen aus Singlehaushalten und in 13,3 % Menschen sind älter als 65. Die Durchschnittshaushaltsgröße beträgt 2,71, die Durchschnittsfamiliengröße 3,25.
22,3 % der Bevölkerung sind unter 18 Jahre alt, 8,9 % zwischen 18 und 24, 29,3 % zwischen 25 und 44, 22,3 % zwischen 45 und 64, 17,3 % älter als 65. Das Durchschnittsalter beträgt 39 Jahre. Das Verhältnis Frauen zu Männer beträgt 100:87,9, für Menschen älter als 18 Jahre beträgt das Verhältnis 100:83,2.
Das jährliche Durchschnittseinkommen der Haushalte beträgt 59.173 USD, das Durchschnittseinkommen der Familien 68.707 USD. Männer haben ein Durchschnittseinkommen von 45.299 USD, Frauen 35.604 USD. Das Pro-Kopf-Einkommen der Stadt beträgt 24.768 USD. 4,2 % der Bevölkerung und 3,0 % der Familien leben unterhalb der Armutsgrenze, davon sind 4,6 % Kinder oder Jugendliche jünger als 18 Jahre und 5,5 % der Menschen sind älter als 65.

### Einwohnerentwicklung
| Jahr | Einwohner¹ |
| ---- | ---------- |
| 1980 | 50.184     |
| 1990 | 50.024     |
| 2000 | 54.405     |
| 2010 | 56.642     |
| 2020 | 59.728     |

¹) 1980 – 2020: Volkszählungsergebnisse